# Maggie Lucas
Maggie Lucas est une joueuse de basket-ball américaine, née le 29 novembre 1991 à Philadelphie (Pennsylvanie), reconnue pour son adresse à trois points.

## Biographie

### Au lycée
Elle est nommée All-American par McDonald's et Parade Magazine en 2010 avec des statistiques de 23,0 points, 4,5 passes décisives et 3,8 interceptions après avoir conduit Germantown Academy à son second titre consécutif de l’État. Elle remporte le concours de tirs à trois points du tournoi McDonald's. Ses 2 197 points, le second du lycée tous sexes confondus pour un total de 112 victoires pour seulement 15 revers.

### Carrière universitaire
Diplômée en tourisme à Penn State, elle y gagne son surnom de « Machine Gun Maggie » (Maggie  la mitrailleuse). 
Meilleure Freshman de la Big Ten Conference en 2010-2011, elle établit dès ses débuts un nouveau record de la conférence avec 112 tirs réussis à trois points (4e total et 11e pourcentage de la NCAA de la saison, tout en étant élue meilleure sixième femme la Big Ten. Ses 552 points dont un nouveau record pour une freshman de Penn State. ses statistiques moyenne sont de 14,3 points, 3,0 rebonds and 2,0 interceptions. Par trois fois, elle réussit sept paniers primés. Elle passe à 19,5 points en sophomore et intègre le meilleur cinq de la Big Ten et se classe douzième de la NCAA pour l'adresse aux lancers francs (88,6 %). En 2012-2013, elle progresse encore à 20,1 points par rencontre et est finaliste du Wade Trophy et du Trophée Wooden. Elle est la troisième joueuse de son université à décrocher le titre de meilleure joueuse de la Big Ten. Elle établit un nouveau record personnel à 39 points face à Georgetown le 12 septembre, puis réussit huit paniers primés contre Nebraska le 3 mars. En senior, avec 21 points elle conduit les Lady Lions à leur troisième titre de champion de conférence, dont elle conserve le titre de meilleure joueuse. Lors du match d'ouverture, elle marque 33 points en convertissant ses 16 lancers francs tentés. En carrière, elle réussit 2 510 points, second total des Nittany Lions et quatrième de la conférence. Ses 365 paniers à trois points sont le 12e total historique de la NCAA avec un taux de réussite de 40 %. Son adresse aux lancers francs de 90,7 % est un record de la Big Ten.

### WNBA
Elle est choisie en 21e position de la draft WNBA 2014 par le Mercury de Phoenix, mais est échangée le 12 mai 2014 avec le Fever de l'Indiana contre un second tour de draft 2015. Sa moyenne annuelle 2015 s'établit à 5,7 points par match.
Sa saison 2016 se conclut prématurément en raison d'une rupture du ligament croisé du genou survenue en fin du troisième quart-temps de la quatrième rencontre du Fever face au Lynx alors qu'elle était à 12 points réussis à 5 réussites sur 9. Sa moyenne annuelle s'établit à 7,8 points par match.
Elle manque la saison WNBA 2017 en raison d'une rechute à son genou droit. En début d'année 2018, elle signe au Dream d'Atlanta, mais n'y dispute que sept rencontres. En fin de saison, Karima Christmas-Kelly et Kaela Davis blessées, elle est signée juste avant les play-offs par les Wings de Dallas.

## Etranger
Durant l'été 2014, elle signe pour le club français d'Arras pour son premier contrat à l'étranger. Elle se fait rapidement remarquer avec notamment 36 points inscrits à 15/25 aux tirs face à Lyon lors de la quatrième journée de championnat et se plait en LFB : « je suis vraiment très heureuse d'être là, en France. C'est un pays formidable. C'est un pays qui m'inspire beaucoup (...) J'aime beaucoup le jeu européen. Ça joue vite, les filles sont performantes. Je peux rencontrer beaucoup de shooteuses aussi, c'est une étape importante dans ma carrière. Je veux en profiter à fond. Je veux rester longtemps en Europe aussi, c'est le plan. »
Elle s'engage avec un autre club français pour la saison LFB 2018-2019, le promu de Landerneau. Si Landerneau accroche son maintien, elle n'est pas conservée pour une seconde saison en LFB.
En 2019-2020, elle rejoint le championnat chinois avec Tianjin.

## Palmarès
- Championne de la Big Ten 2012, 2013, 2014

## Distinctions individuelles
- Big Ten Player of the Year 2013, 2014
- Finaliste du Wooden Award 2013, 2014
- Naismith Trophy Semifinalist 2014
- All-Big Ten First Team 2012, 2013, 2014
- USBWA All-American 2014
- Associated Press Second Team All-American 2014
- WBCA Honorable Mention All-American 2014
- Finaliste du Wade Trophy 2013
- Associated Press Honorable Mention All-American 2012
- Big Ten Freshman of the Year 2011
- McDonald's All-American 2010
- Parade All-American 2010